# ديبورا بيكر
ديبورا بيكر (بالإنجليزية: Deborah Baker)‏ هي مقالاتية وكاتِبة أمريكية، ولدت في 28 مارس 1959 في شارلوتسفيل في الولايات المتحدة.

## وصلات خارجية
- ديبورا بيكر على موقع إن إن دي بي (الإنجليزية)